# بری ونیسون
بری ونیسون (به انگلیسی: Barry Venison) بازیکن فوتبال زادهٔ ۱۶ اوت ۱۹۶۴ اهل کشور انگلستان که سابقهٔ بازی در تیم ملی فوتبال انگلستان را در کارنامهٔ خود دارد. وی در تاریخ ۷ سپتامبر ۱۹۹۴ نخستین بازی ملی خود را در مقابل تیم ملی فوتبال ایالات متحده آمریکا انجام داد و با حضور در ۲ بازی ملی، در تاریخ ۲۹ مارس ۱۹۹۵ واپسین بازی ملی‌اش را در برابر تیم ملی فوتبال اروگوئه برگزار کرد.